# Pietrowskoje (rejon chomutowski)
Pietrowskoje (ros. Петровское) – wieś (ros. село, trb. sieło) w zachodniej Rosji, w sielsowiecie pietrowskim (do 2010 roku – centrum administracyjne tegoż) rejonu chomutowskiego w obwodzie kurskim.

## Historia
Do czasu reformy administracyjnej w roku 2010 wieś Pietrowskoje była centrum administracyjnym sielsowietu. W tymże roku doszło do włączenia sielsowietów podowskiego i ługowskiego w sielsowiet pietrowski, a nowym centrum administracyjnym stały się Pody.

## Geografia
Miejscowość położona jest nad rzeką Suchaja Amońka, 8 km od centrum administracyjnego sielsowietu pietrowskiego (Pody), 22 km od centrum administracyjnego rejonu (Chomutowka), 94,5 km od Kurska.
W granicach miejscowości znajduje się ulica Centralnaja i 48 posesji.

## Demografia
W 2010 r. miejscowość zamieszkiwały 103 osoby.